# Rajindra Campbell
Rajindra Campbell, född 29 februari 1996, är en jamaicansk friidrottare som tävlar i kulstötning.

## Karriär
Campbell är dubbel nationell mästare i kulstötning. Vid OS 2024 tog han brons i kulstötning.